# 佐渡川準
佐渡川準（日语：／ Sadogawa Jun，約1979年—2013年8月13日），日本漫畫家。男性。
本名。出身於茨城縣北相馬郡利根町。中央學院大學畢業。

## 人物、概要

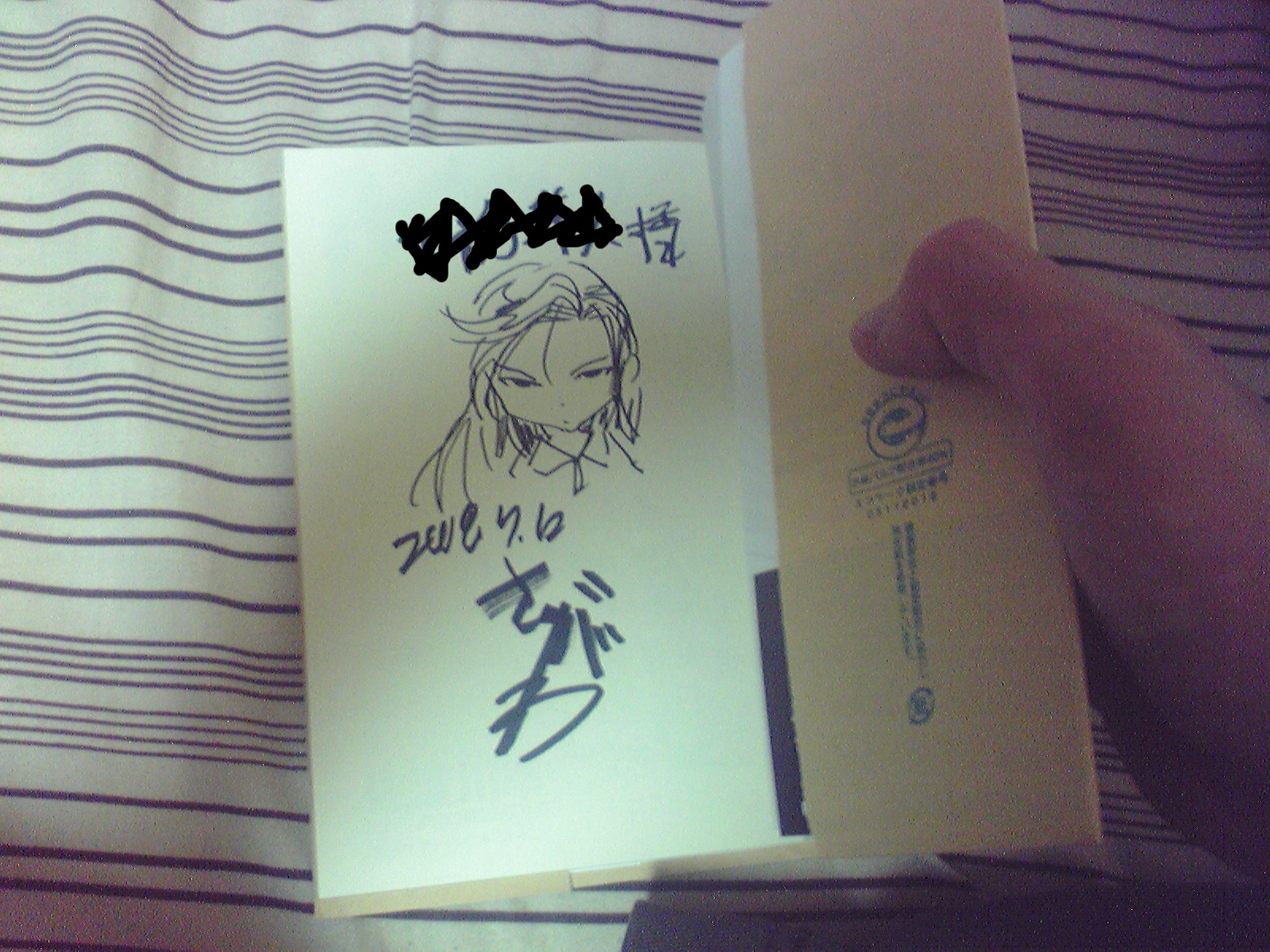
佐渡川準的簽名與隨筆畫的《無敵看板娘》茅原智香

2000年，獲得第55屆新人漫畫獎，並以《週刊少年Champion》（秋田書店）連載的《無敵看板娘》首次亮相。也負責在《Young Champion》（秋田書店）上連載的專欄的插圖。在網路上，他以的網名活躍。
《無敵看板娘》全17冊從第1冊至第16冊中介紹了他的個人資料，包括「本籍茨城縣南端（利根町）」、「最喜歡的昆蟲」、「體脂肪率」。他也是一名空手道家，在《Champion》雜誌末尾的評論中，他發表了暗示自己雖然是漫畫家卻在錦標賽中獲得亞軍的評論，早期出版的單行本第1冊的書腰封面上有空手道家角田信明的評論。據一位見過他的粉絲說，他的體格「就像學校的體育老師，看起來並不像漫畫家」。

### 死去
2013年8月13日，佐渡川準被發現於茨城縣北相馬郡利根町的利根親水公園上吊身亡，享年34歲。
而在《週刊少年Champion》雜誌上連載的，得到了死者家屬同意將已完成的原稿刊登於2013年第38號（8月22日發行）、39號（8月29日發行）上，連載終了。2013年11月，單行本第3冊也是最後一冊發行。

## 作品列表

### 連載漫畫
- 無敵看板娘（《週刊少年Champion》2002年25號—2006年13號，全17冊）
  - 無敵看板娘NAPALM（《週刊少年Champion》2006年16號—2007年22、23合併號，全5冊）
- PUNISHER 阿爾特的奇幻冒險（日语：PUNISHER）（《週刊少年Champion》2008年10號—2009年21、22合併號，全7冊）
- 半座的一片天（日语：ハンザスカイ）（《週刊少年Champion》2010年7號—2012年26號，全13冊）
- （《週刊少年Champion》2012年52號—2013年39號，遺作[2]，全3冊）

### 封面插圖
- （著：高野秀行（日语：高野秀行 (ノンフィクション作家)），小學館）
  - 負責插圖和封面插圖，連載於秋田書店的《Young Champion（日语：ヤングチャンピオン）》，單行本由小學館發行。

## 助手
- 安部真弘[3]
- 稻山覺也（日语：稲山覚也）
- 後藤慶彰
- 吉谷彌志世（日语：吉谷やしよ）

## 相關項目
- 《超級兼職行德魚屋浪漫J（日语：行徳魚屋浪漫スーパーバイトJ）》—沼田純（日语：沼田純）的作品，單行本第1冊發行之後，於書中收錄的第24、25話描寫了沼田他與同時期連載的《半座的一片天（日语：ハンザスカイ）》（佐渡川準原作）、《SUGARLESS（日语：シュガーレス (漫画)）》（細川雅巳原作）及《克兒佩洛斯（日语：ケルベロス (漫画)）》（原作）參加單行本發行紀念活動的紀錄。此外，《半座的一片天》作者佐渡川準以「3Stars」之一「空手星」的形象角色登場。